# 1 Doński Pułk Kozacki
1 Doński Pułk Kozacki (ros. 1-й Донской казачий полк) – oddział wojskowy złożony z Kozaków w służbie niemieckiej podczas II wojny światowej.
Oddział został sformowany pod koniec listopada 1942 r. w Nowoczerkasku. Podlegał Sztabowi Wojska Dońskiego. Na czele oddziału stanął ataman marszowy płk Siergiej W. Pawłow. Liczył - według różnych źródeł - od 400 do 900 Kozaków. Byli oni dobrze uzbrojeni i wyposażeni. W dniach 12-13 lutego 1943 r. oddział uczestniczył w ciężkich walkach obronnych w Nowoczerkasku. Podczas walk o zakłady parowozowe "Lokomotiw" w wyniku ataku konnego trzech sotni udało się Kozakom odrzucić nacierającą piechotę sowiecką. Jednakże po utracie miasta osłabiony oddział wycofał się wraz z wojskami niemieckimi na zachód. W rejonie Matwiejew Kurganu został prawie całkowicie zniszczony. Resztki oddziału weszły w skład Grupy Atamana Marszowego płk. S. W. Pawłowa, na bazie którego został utworzony Kozacki Stan.